# Gendarmerie d'État royale prussienne

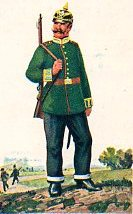
Gendarme prussien de la 9e brigade de gendarmerie de Cassel

La Gendarmerie d'État royale prussienne est la gendarmerie du royaume de Prusse de 1812 à 1918. Jusqu'à la création de la police de sécurité (de) prussienne en 1919, le corps est la plus grande force de police de l'Empire, devant la gendarmerie de Bavière et de Saxe avec un peu plus de 5 500 gendarmes en 1918, quoique numériquement moins que l'équipe royale de protection à Berlin avec environ 7 000 agents et l'équipe de protection de Hambourg (de) avec environ 6 000 agents. Contrairement à la gendarmerie royale de Saxe (de), fondée en 1810 et subordonnée au ministère de l'Intérieur (de), la gendarmerie prussienne est militairement organisée et fait partie de l'armée. Dans la guerre contre la France en 1870/71 et dans la Première Guerre mondiale en 1914/18, elle forme le noyau de la gendarmerie d'État. En 1920, elle est transformée en gendarmerie rurale.
Après l'annexion de l'électorat de Hesse en 1866, le corps de gendarmerie de l'armée électorale de Hesse (de) et le Corps royal des dragons hanovriens (de) sont repris au service prussien lors de l'annexion du royaume de Hanovre.

## Situation initiale
En 1719, sous le règne de Frédéric-Guillaume Ier, les affaires militaires et policières sont séparées de la justice en Prusse. Des "chevaliers de la police" (Polizeyausreuther) sont introduits pour la police de sécurité et de bien-être,. Ces tâches sont souvent assumées par d'anciens militaires qui, en raison d'infirmités physiques, ne sont plus disponibles pour le service militaire ordinaire. Mais au fil du temps, les cavaliers sont remplacés par les "gendarmes de campagne", qui sont dissous peu de temps après.

## Fondation
Le corps de gendarmerie est créé par un édit royal le 30 juillet 1812 sur le modèle de la Gendarmerie impériale française. Des réflexions sur la création d'une force de police sur le modèle français ont déjà été menées depuis 1806. Le corps n'a que le nom en commun avec le régiment des gens d'armes (de) de l'armée prussienne, dissous en 1806.
Les missions du corps de gendarmerie consistent à
- le maintien des commissariats permanents,
- le transport de prisonniers,
- le soutien des autorités civiles,
- la prévention des désertions,
- le transport de lettres (officiel) dans leur arrondissement respectif,
- effectuer des patrouilles pour prévenir et enquêter sur les crimes,
- une assistance immédiate en cas de menaces,
- l'enregistrement des procès-verbaux contre les règlements de police.

## Réforme de 1820
Huit ans seulement après sa création, le corps est réformé en profondeur par le roi Frédéric-Guillaume III avec le décret du 30 décembre 1820 sur l'organisation différente de la gendarmerie et les instructions de service. Les gendarmeries régionales du royaume qui existent encore jusqu'alors sont dissoutes et les compétences entre l'administration militaire et civile sont clairement définies. Sur le plan organisationnel, la gendarmerie dépend du ministère de la Guerre, mais au service du ministère de l'Intérieur et des autorités civiles locales. Huit brigades doivent être stationnées dans chaque province, chacune d'entre elles étant divisée en deux sections. L'effectif total du corps doit être de 96 sergents et 1 240 gendarmes, dont 1 080 à cheval. De 1820 à 1825, il existe également une gendarmerie frontalière, mais elle est dissoute en raison de son inefficacité ; ses tâches sont reprises par les gardes-frontières en tant que simples agents fiscaux.

## Personnel
La gendarmerie est recrutée exclusivement parmi d'anciens sous-officiers de l'armée et plus tard également de la marine impériale. La période d'essai, qui est également considérée comme une période de formation, comprend six mois et se termine par l'examen de gendarmerie. À partir de 1899, les futurs gendarmes sont formés dans deux écoles de gendarmerie à Einbeck et Wohlau (voir ci-dessous). Les officiers de gendarmerie sont toujours des semi-invalides renvoyés de l'armée.
Les conditions préalables à l'embauche sont les suivantes :
- une hygiène de vie irréprochable,
- pas de casier judiciaire ,
- bonne connaissance de la lecture, de l'écriture et du calcul,
- santé et « physique fort »,
- "bonnes capacités naturelles".

Les gendarmes eux-mêmes ont le grade de sous-officier et les sous-officiers de gendarmerie celui de sergent. En raison de la mauvaise qualité des communications, les autorités inférieures ainsi que les aubergistes sont tenus d'informer les gendarmes des événements relevant de la police.
L'équipement des gendarmes à pied correspondait au fantassin de l'armée avec sac à dos, sac à munitions et sac à pain ainsi que le fusil à baïonnette fixe, qu'il faut porter en tout temps. Le matériel des chevaux doit être apte à la guerre, c'est-à-dire correspondre aux normes de la cavalerie. À partir de 1825, la gendarmerie prussienne commence également à réduire le nombre de gendarmes à cheval au profit de l'embauche de gendarmes à pied. De même, le nombre d'officiers, qui sont engagés de manière excessive dans la gendarmerie après la fin de la guerre en 1815 pour des raisons de ravitaillement, est fortement limité.
Au début du corps, les gendarmes servent également dans les villes. En 1835, 5 sergents et 117 gendarmes sont en poste dans la capitale Berlin.
En 1848, au cours de la Révolution de Mars, la gendarmerie est retirée de Berlin avec l'armée et remplacée par l'Équipe royale de protection, qui deviendra plus tard le modèle de nombreuses polices communales allemandes. Par un ordre du cabinet du 19 septembre 1848, les gendarmes ayant 25 ans de service irréprochables se voient accorder le droit de porter le ruban d'argent au sabre d'officier. Cette reconnaissance purement extérieure et non liée à des avantages matériels n'est pas sans importance dans une gendarmerie organisée militairement. À partir du 1er janvier 1849, ce n'est plus le ministère de la Guerre mais celui de l'Intérieur qui est chargé de verser les salaires et les pensions.
L'effectif en 1862 est de :
- un chef avec rang de général,
- un adjudant,
- huit brigadiers du grade de colonel,
- 35 officiers de district pour la plupart au grade de capitaine,
- 101 sergents principaux
- 1 570 gendarmes dont 1 121 à cheval.

Les brigades sont divisées en districts dirigés par un officier de district. Celles-ci sont à leur tour divisées en escadrons, qui comprend généralement un arrondissement. À la tête d'un escadron se trouve un sergent-chef, responsable de la formation, de l'activité de service et de la gestion des fonctionnaires subordonnés.
Lorsque la guerre contre la France éclate, la gendarmerie d'État est formée à partir de l'état-major de la gendarmerie. En 1872, la brigade de gendarmerie impériale d'Alsace-Lorraine (de) est fondée, organisée sur le modèle prussien mais reste indépendante en tant que troupe impériale. Les allocations pour frais de service sont introduites en 1875 et les frais de déménagement remboursés en 1879. En 1885/86, des revolvers sont introduits pour les sergents et les gendarmes à cheval, remplaçant les pistolets de cavalerie complètement obsolètes (apparemment le pistolet à percussion M 50).
L'effectif en 1903 est de :
- un chef
- 12 brigadiers
- 56 officiers de district
- deux adjudants
- cinq officiers au quartier général du corps (dont deux payeurs)
- 427 sergents-chefs, dont 379 à cheval
- 4 858 gendarmes dont 1 913 à cheval
- trois portiers comme concierges (un au commandement à Berlin et un aux écoles de gendarmerie à Einbeck et Wohlau)

Le 20 juillet 1906, un nouveau règlement de service est introduit, qui est encore en vigueur à la fin des années 1920. Outre les modifications apportées à la formation, les gendarmes se voient désormais accorder le droit de vote au Reichstag, au parlement d'État et aux communes.

## Organisation vers 1905

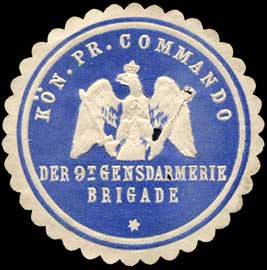
Marque de sceau du commandement royal prussien de la 9e brigade de gendarmerie

En 1905, à l'instar des provinces prussiennes, il y a 12 brigades de gendarmerie :
- 01er nrigade à Königsberg
- 02e brigade à Stettin
- 03e brigade à Berlin
- 04e brigade à Magdebourg
- 05e brigade à Posen
- 06e brigade à Breslau
- 07e brigade à Münster
- 08e brigade à Coblence
- 09e brigade à Kiel
- 10e brigade à Hanovre
- 11e brigade à Cassel
- 12e brigade à Dantzig

La répartition des gendarmes est déterminée conjointement par le ministère de la Guerre et le ministère de l'Intérieur. Contrairement à la définition générale d'une brigade de gendarmerie (cinq gendarmes dont un brigadier), l'effectif d'une brigade de gendarmerie est d'un un peu plus de 300 gendarmes, qui sont commandés par un colonel comme brigadier, qui a sous ses ordres quatre à cinq officiers de district ayant le grade de capitaine et comptant chacun 40 à 50 gendarmes.

## Première Guerre mondiale et révolution de novembre
Au déclenchement de la Première Guerre mondiale en 1914, un huitième (12,5 %) des sergents-chefs et des gendarmes sont passés à la gendarmerie d'État. La majeure partie des gendarmes à cheval doit abandonner les chevaux pour l'armée et passe aux vélos. Pendant la guerre, une relation parfois hostile se développe avec la population rurale, car l'application des ordonnances relatives au ravitaillement des villes et de l'armée de campagne se heurte à une certaine résistance. C'est pourquoi, en raison du manque d'effectifs, le ministère de l'Intérieur finit par demander au ministère de la Guerre de lui fournir des sous-officiers et des équipages des unités de réserve qui sont engagés comme gendarmes auxiliaires, principalement pour lutter contre la contrebande. Fin juin 1917 paraît donc l'"Instruction de service pour les gendarmes auxiliaires et les chasseurs auxiliaires de campagne", dans laquelle les tâches des gendarmes sont clairement définies :
- Sécurisation de l'agriculture ;
- Prévention du sabotage, notamment des chemins de fer, des routes, des canaux. les conduites à longue distance, les réserves de récolte de toutes sortes, les moulins, les greniers, les granges ;
- Surveillance des prisonniers de guerre, prévention de l'évasion et de la reprise des prisonniers de guerre.

En service, les gendarmes auxiliaires portent l'uniforme de leur unité ainsi qu'un brassard blanc portant l'inscription : "Gendarme auxiliaire (chasseur auxiliaire de campagne) adjoint au commandement général ... corps d'armée". Ils sont subordonnés aux gendarmes et à leurs supérieurs civils. Bien que l'on ait tenté de promouvoir les connaissances techniques des gendarmes auxiliaires par le biais de stages improvisés, il est apparu clairement que le personnel appelé à la gendarmerie de campagne a un besoin urgent. C'est pourquoi, fin 1916, on commence à rappeler les gendarmes appelés à la gendarmerie de campagne au début de la guerre, ce qui est fait jusqu'à l'été 1917. Indépendamment de cela, il reste plus de 2 000 gendarmes auxiliaires dans la seule gendarmerie rurale jusqu'à la fin de la guerre.
Lors de la Révolution de novembre 1918, la gendarmerie est souvent désarmée par des conseils d'ouvriers et de soldats. Immédiatement après le déclenchement de la révolution, le 19 novembre, le statut militaire de la gendarmerie est aboli et celle-ci est entièrement placée sous la tutelle du ministère de l'Intérieur. Cette décision est saluée par la gendarmerie elle-même, d'autant plus que la gendarmerie saxonne et les équipes de protection des grandes villes ont toujours été subordonnées aux ministères de l'Intérieur ou aux magistrats communaux. Du point de vue du droit international, cela signifie le passage du statut de combattant à celui de non-combattant. De facto, les gendarmes possèdent cependant déjà depuis le 12 novembre la liberté de réunion et le droit de former des associations, puisque le Conseil des représentants du peuple en Prusse (de) l'a accordé à tous les fonctionnaires. Déjà le 28 novembre 1918, l'"Association de gendarmerie prussienne", rebaptisée plus tard "Association des fonctionnaires de la gendarmerie rurale prussienne" est fondée et peut être considérée comme la première forme d'un syndicat de fonctionnaires.
Le nombre de personnel de la gendarmerie d'État prussienne le 1er avril 1919 :
- un chef
- 12 brigadiers,
- deux adjudants,
- 59 officiers de district,
- 14 payeurs,
- deux greffiers,
- une calculateur,
- 472 sergents-chefs (dont 383 à cheval),
- 5 380 sergents de gendarmerie (dont 2 045 à cheval),
- trois portiers.

À cela s'ajoutent un peu plus de 3.000 gendarmes auxiliaires, recrutés en partie dans l'ancienne brigade de gendarmerie d'Alsace-Lorraine, mais apparemment en grande partie parmi les anciens gendarmes auxiliaires ainsi que 900 aspirants qui n'ont pas encore pu être pris en charge auparavant pour des raisons d'effectifs. Le 6 mars 1919, les gendarmes sont nommés officiers auxiliaires du ministère public.

## Gendarmerie rurale
Avec un décret du gouvernement de l'État prussien du 21 juin 1920, la gendarmerie d'État est rebaptisée gendarmerie rurale et les rangs sont ajustés en conséquence, notamment officier de district de gendarmerie à Landjägerrat, sergent de gendarmerie à Landjägermeister, sergent de gendarmerie à Oberlandjäger et Landjäger. Le chef de la police est l'administrateur de l'arrondissement respectif.
Les casques ornés des armoiries royales sont portés jusqu'en 1922, date à laquelle leur utilisation est interdite, tant à l'intérieur qu'à l'extérieur du service, par un décret du MdI du 9 août 1922. À la place, seule la casquette de service est portée, jusqu'à ce que le shako soit introduit en 1926, comme pour la police de protection (de).
Le nombre de membres du personnel de la gendarmerie rurale dans le service extérieur s'élève au 1er avril 1922, 673 Landjägermeister, 4 227 Oberlandjäger et 4 227 Landjäger.

## Écoles de gendarmerie
En 1899, sur décision du ministère de l'Intérieur du 30 juin, des écoles de gendarmerie sont créées à Einbeck et Wohlau, car un déficit dans la formation scientifique spécialisée s'est fait sentir depuis des années. L'enseignement a débuté la même année.
Les enseignants sont le commandant, son adjoint et quelques sergents-chefs. Les participants aux stages sont les officiers quittant l'armée avec la perspective d'un emploi dans la gendarmerie et les aspirants gendarmes quittant l'armée. En outre, des stages de deux mois sont organisés pour les aspirants sergents-chefs. En outre, les anciens sergents-chefs bénéficient de stages de quatre semaines pour se familiariser avec le système scolaire. Peu à peu, tous les officiers sont détachés à l'école pendant quelques semaines pour la même raison. Les matières enseignées sont les suivantes :
- livret de commandes et d'instructions;
- équipement et vêtements;
- compétences;
- Code pénal, Code de procédure pénale ;
- histoire et droit constitutionnel ;
- Droit des associations, réglementation commerciale, police de la presse, police de la mesure et du poids, police de la chasse, des champs, de la pêche et des forêts, vol forestier, police de la route, de la construction et des incendies ;
- service d'enquête;
- service médical, police des maladies animales;
- Tenue de dossiers (journal, registre de profil pp. ).

En outre, les gendarmes suivent des cours de tir et de cyclisme et assistent à des audiences d'échevinage au tribunal d'instance d'Einbeck à des fins d'illustration pratique. À la fin du stage, le commandant fait passer un examen final écrit et oral.
La préparation des candidats officiers se fait sur la base du volontariat ; ils peuvent donc se retirer du cours à tout moment. Leur enseignement porte sur le droit public, les lois générales et l'administration de la justice. On part du principe que les candidats officiers maîtrisaient déjà la matière des candidats gendarmes.
Une "instruction de service pour les écoles de gendarmerie prussiennes" n'est publiée qu'en 1910. Lorsque la Première Guerre mondiale éclate, les deux écoles sont fermées, car on ne s'attend qu'à un court conflit. Cependant, la nécessité d'une réouverture s'impose vite. En septembre 1916, l'école d'Einbeck reprend ses activités. À la suite de la révolution de novembre, les deux écoles sont de nouveau fermées, mais rouvrent au début de 1919. Le 21 Juillet 1920, elle est rebaptisée école de la gendarmerie rurale et le 15 septembre 1927, une troisième école est ouverte à Allenstein.

## Uniforme
L'uniforme semble avoir été très disparate dans les premières années, en raison de la forte pénurie de tissus d'uniforme pendant et après les guerres napoléoniennes. Apparemment, les gendarmes comme les officiers portent les uniformes de leurs anciennes unités ou une combinaison de pièces d'uniforme anciennes et nouvelles.

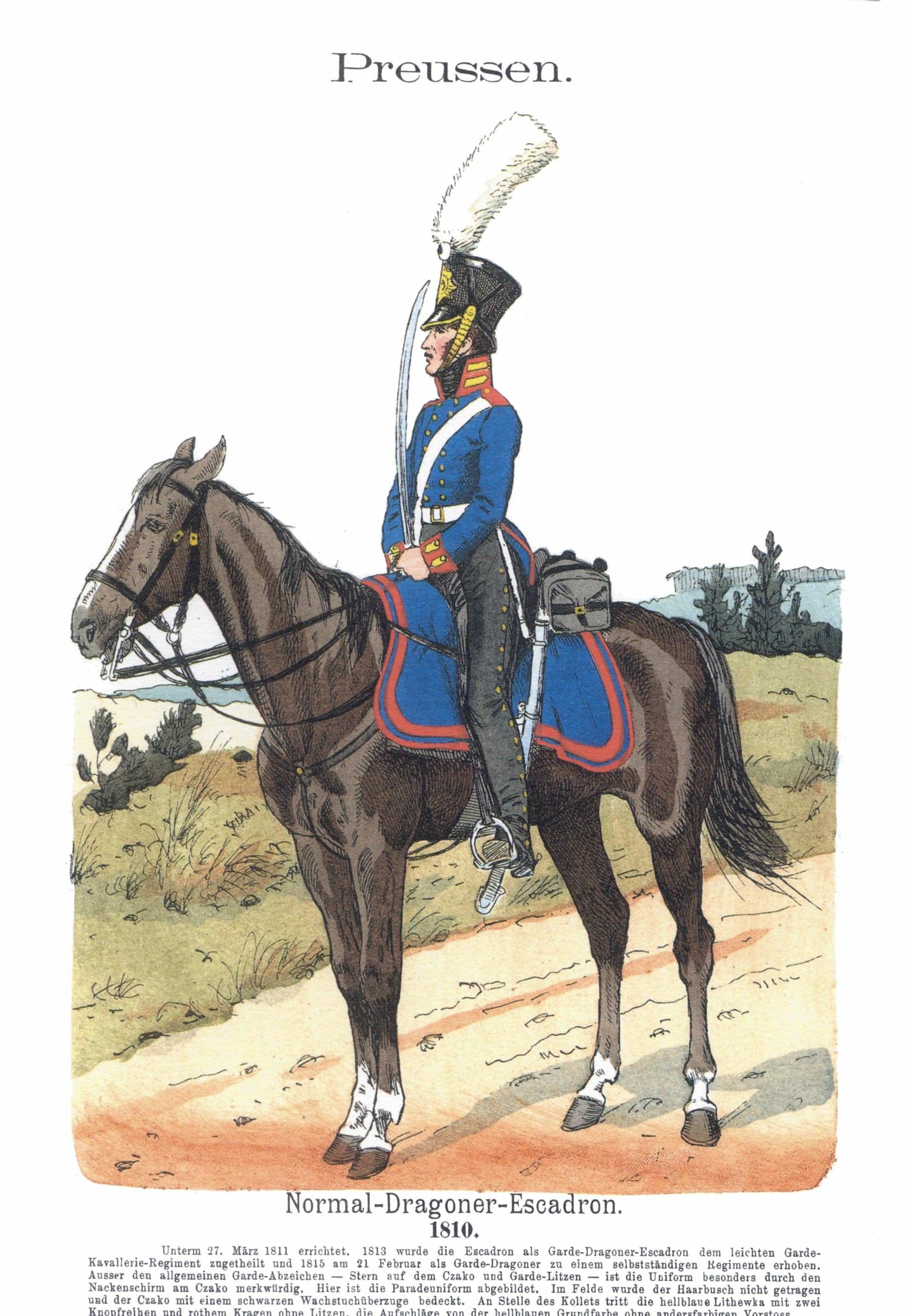
Knoe07 35

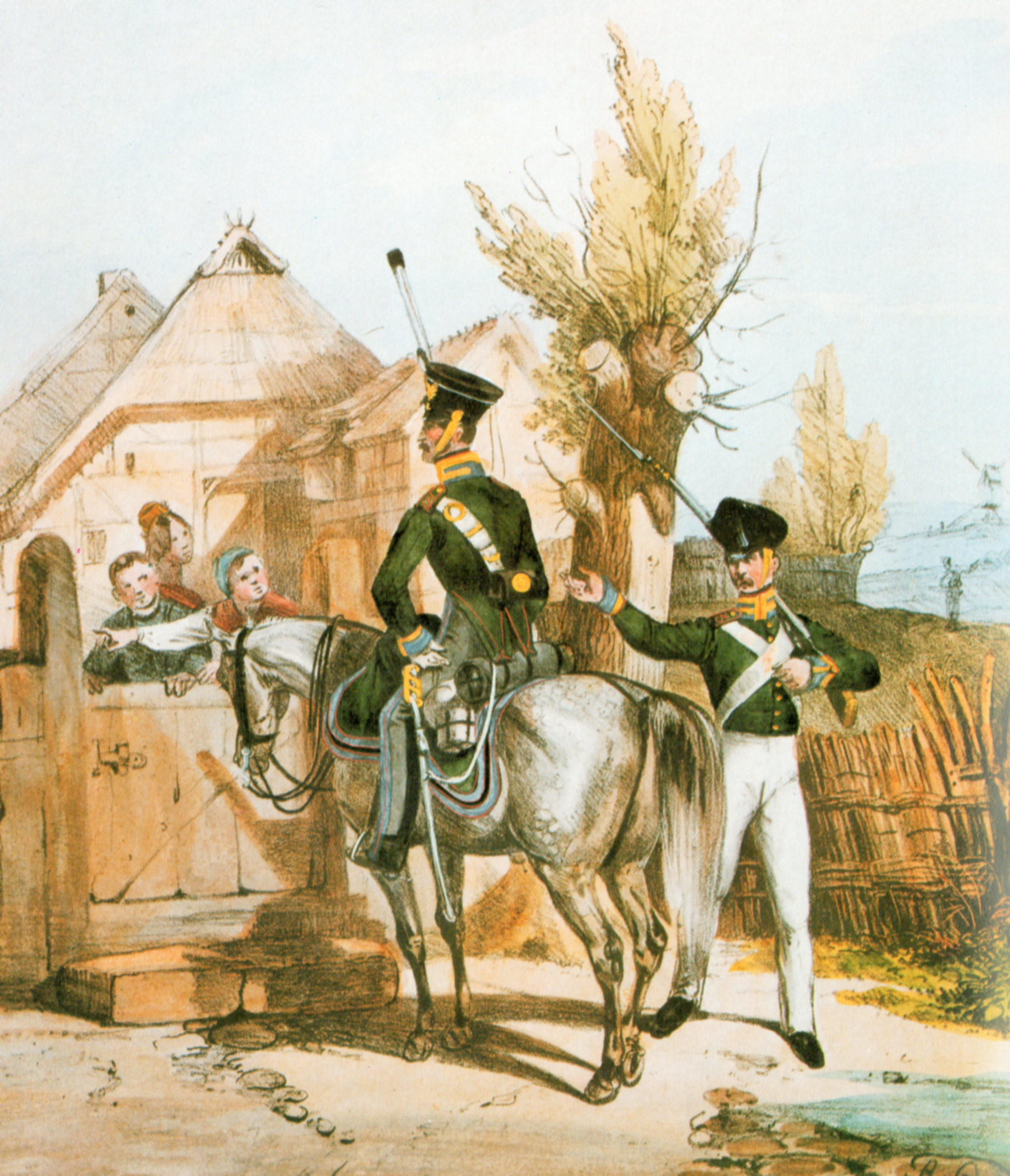
Gendarmes prussiens vers 1840 sous-officiers à cheval et à pied

L'uniforme introduit en 1812 est apparemment inspiré de celui des dragons prussiens et se compose d'un collet bleu foncé pour les cavaliers et d'une longue jupe pour les gendarmes à pied, d'un pantalon long gris foncé et d'un shako noir qui peut être recouvert d'une toile cirée. Le col de la jupe est bleu corbeau. Les officiers pouvaient porter un chapeau à deux pointes (pointe vers l'avant) en dehors du service. L'uniforme est modifié lors de la réforme de 1820 et un collet vert foncé, analogue à celui des chasseurs et des tirailleurs de l'armée, est introduit.
En 1843, l'uniforme est entièrement revu, comme dans l'armée. Le shako a été remplacé par le casque (casque à pointe) et le collant par la tunique. La couleur du pantalon est restée gris foncé et celle de la jupe vert foncé. En 1871, le pantalon noir et bleu est introduit. Des années 1880 jusqu'en 1906 environ, les officiers portent à l'occasion un surcot noir (jupe intérimaire) ; en été, ils sont autorisés à porter un pantalon blanc en dehors du service. Les manteaux autrefois gris sont remplacés par des manteaux noirs. À partir de 1900, les gendarmes sont autorisés à porter une pelisse sans insigne. À partir de 1903, les officiers et les sergents-chefs sont autorisés à porter une livrée grise, et à partir de 1904, les gendarmes peuvent porter une veste d'intérieur sans aucun insigne. Peu avant le début de la guerre en 1914, une tunique d'été légère de couleur gris-vert est à l'essai.
Cet uniforme est porté à peine modifié jusqu'au début de la Première Guerre mondiale. À partir de 1916, l'uniforme feldgrau de l'infanterie est introduit avec une blouse, un pantalon gris pierre et le manteau d'unité feldgrau. Il n'est pas clair dans quelle mesure cet est fut effectivement appliqué dans son intégralité. Après la guerre, un bric-à-brac d'anciennes tenues vertes et feldgrau est porté en fonction des disponibilités. En 1925, un uniforme gris-vert (jupe et pantalon) est introduit pour ce qui est devenu la gendarmerie rurale, et en 1926, le shako de la police de protection. Cet uniforme est encore modifié en 1928 et un pantalon à bottes en forme de bretelle est en outre introduit pour tous les fonctionnaires.

## Chefs de la gendarmerie d'État
| Grade                                  | Nom                                              | Date                                                           |
| -------------------------------------- | ------------------------------------------------ | -------------------------------------------------------------- |
| Generalmajor/Generalleutnant           | Ludwig von Brauchitsch (de)                      | 10 mai 1812 au 19 janvier 1827                                 |
| Generalleutnant                        | Ernst Ludwig von Tippelskirch                    | 30 janvier 1827 au 23 janvier 1840                             |
| Generalleutnant                        | Karl Georg von Loebell                           | 27 janvier 1840 au 15 octobre 1841                             |
| Generalleutnant                        | Peter von Colomb                                 | 2 décembre 1841 au 20 septembre 1843                           |
| Generalleutnant                        | Leopold von Lützow                               | 21 septembre 1843 au 29 août 1844                              |
| Generalleutnant                        | Wilhelm von Ditfurth                             | 3 octobre 1844 au 7 mars 1848                                  |
| Generalmajor                           | Wilhelm von Thümen                               | 8 mars 1848 au 3 avril 1856                                    |
| Generalmajor                           | Gebhard-Charles-Ludolf d'Alvensleben             | 8 août 1857 au 20 avril 1865 (chargé de la direction)          |
| Generalleutnant/General der Kavallerie | Gebhard-Charles-Ludolf d'Alvensleben             | 21 avril 1865 au 29 décembre 1867                              |
| Generalleutnant                        | Friedrich von Bismarck-Bohlen                    | 1er janvier 1868 au 29 juillet 1870                            |
| Generalleutnant                        | Alexander von Stuckrad                           | 30 juillet 1870 au 17 août 1871                                |
| Generalleutnant                        | Emil von Schwartzkoppen                          | 19 octobre 1871 au 23 décembre 1873                            |
| General der Infanterie                 | Ferdinand von Stülpnagel                         | 24 décembre 1873 au 15 octobre 1875                            |
| Generalmajor/Generalleutnant           | Gustav von Neumann-Cosel                         | 16 novembre 1875 au 1er novembre 1878 (chargé de la direction) |
| Generalmajor/Generalleutnant           | Hermann von Wartensleben                         | 2 novembre 1878 au 5 avril 1880 (chargé de la direction)       |
| General der Kavallerie                 | Gustav Waldemar von Rauch                        | 20 avril 1880 au 1er août 1888                                 |
| Generalleutnant/General der Infanterie | Albert von Rauch                                 | 2 août 1888 au 24 août 1897                                    |
| Generalleutnant/General der Infanterie | Ludwig von Hammerstein-Loxten                    | 25 août 1897 au 31 juillet 1904                                |
| General der Kavallerie                 | Victor von Hennigs (de)                          | 1er août 1904 au 8 septembre 1908                              |
| Generalleutnant/General der Infanterie | Kurt von Medem (de)                              | 9 septembre 1908 au 24 juin 1913                               |
| General der Infanterie                 | Thilo von Westernhagen (de)                      | 25 juin 1913 au 9 août 1916                                    |
| General der Artillerie                 | Franz Friedrich von Pfeil und Klein-Ellguth (de) | 10 août 1916 au 31 mars 1921                                   |